# Große Aue (Böhme)
Die Große Aue ist ein linker Nebenfluss der Böhme im Landkreis Heidekreis in Niedersachsen. Der Bach entwässert wie die westlich parallel nach Süden verlaufende Böhme den Südwestrand der Hohen Heide zwischen Soltau und Bispingen. Sein Quellgebiet ist das Große Moor bei Grasengrund nördlich Deimern. Nach 13 Kilometern mündet die Große Aue südlich von Tetendorf in die Böhme.

## Geographie

### Verlauf und Naturraum
Das Tal der Großen Aue ist wesentlich breiter und verläuft gestreckter als das Tal der an der Mündung etwa doppelt so großen Böhme. Der Bach folgt darin einer der Schmelzwasserrinnen, die vom im Nordosten gelegenen Inlandeis der vorletzten Kaltzeit (Warthestadium der Saalekaltzeit) ausgingen und die Endmoränenzüge der Hohen Heide gliedern. Auch der von Nordosten her zufließende Heidbach folgt einer solchen, wenn auch schmaleren, Schmelzwasserrinne, möglicherweise auch der südlich parallele Harber Mühlenbach. In nahezu ebenflächigen Bereichen der einstigen Schmelzwasserrinne haben sich nach der letzten Kaltzeit (Weichselkaltzeit) Niedermoore gebildet, die sich teilweise zu Hochmooren entwickelt haben. Die Entstehung des Großen Moores im Quellbereich der Großen Aue begann um etwa 8500 Jahre v. Chr. mit ersten Torfbildungen, um etwa 5000 Jahre v. Chr. setzten flächenhafte Vermoorungen ein. Zugleich entwickelten sich weitere gewässerbegleitende Moore.

## Flora und Fauna
Im Gebiet der Großen Aue kommen zahlreiche gefährdete Tier- und Pflanzenarten vor. Aufgrund der relativ guten Wasserqualität leben hier bedrohte Fischarten wie die Elritze, die Mühlenkoppe, das Bachneunauge und die Bachforelle, ebenso gefährdete Wasserinsekten. Auch der Iltis sowie verschiedene Fledermausarten wurden hier beobachtet. Zahlreiche, zum Teil seltene Pflanzenarten sind hier zu finden, darunter die Sumpfcalla, die Wasserfeder, die Sumpfschwertlilie und der Gagelstrauch.

## Geschichtliche Entwicklung
Bereits für die Altsteinzeit sind archäologische Kulturen im Einzugsgebiet der Großen Aue nachgewiesen worden. Im Gebiet des heutigen Großen Moores wurden zahlreiche Geräte hauptsächlich der Hamburger, aber auch der Ahrensburger Kultur gefunden. Hügelgräber der Bronzezeit liegen unweit der Bachtäler bei Deimern und Hambostel.
Die menschliche Besiedlung und Bewirtschaftung, die eher den Auen als den Mooren galt, verdrängte die hier einst verbreiteten Erlenbruchwälder.
Zum Gewässernetz der Großen Aue gehören drei historische Standorte von Wassermühlen in Hambostel, Weiher und Harber. In Hambostel blieben Teile der Mühle, in Weiher und Harber die Stauteiche bis heute erhalten. Auch als Fischgewässer wurde die Große Aue genutzt, zum Beispiel durch die Teichanlage des Spiekerhofs.
Umfassende Eingriffe in die Gewässerstruktur brachte die Anlage von Rieselwiesen ab dem 19. Jahrhundert mit sich: Bachabschnitte wurden begradigt und vertieft, Stauwehre eingerichtet und Grabensysteme angelegt. Die wirtschaftliche Nutzung des Großen Moores führte im 20. Jahrhundert zu einer Verlängerung des Oberlaufs des damals nur Aue genannten Baches um fast zwei Kilometer.
Unterhalb des Ehbläcksmoores wird die Große Aue seit einigen Jahrzehnten auf einem Kilometer Länge von den Anlagen des Freizeitparks Heidepark Soltau begleitet.

## Naturschutz
Das Große Moor gehört zum südöstlichen Teil des Naturschutzgebietes Lüneburger Heide. Auch das talabwärts folgende Ehbläcksmoor steht unter Naturschutz. Weiter südlich folgen die Landschaftsschutzgebiete Oeninger Bruch und Oberes Böhmetal.
Zur Sicherung und möglichst naturnaher bis natürlicher Entwicklung erließ der Landkreis Heidekreis 2020 eine Verordnung unter anderem für die Böhme mit ihren Nebengewässern. Seitdem ist das Befahren der Große Aue ganzjährig verboten.